# Röteltaube
Die Röteltaube (Streptopelia vinacea), auch Weinrote Turteltaube genannt, ist eine afrikanische Art der Taubenvögel. Sie wurde 1857 von Johann Friedrich Gmelin erstmals wissenschaftlich beschrieben. Ihr Verbreitungsgebiet verläuft in einem breiten Gürtel quer durch das subsaharische Afrika. Die Art, für die sechs Unterarten unterschieden werden, gilt als häufig und wird von der IUCN als nicht gefährdet eingestuft.
Die Röteltaube wurde 1858 erstmals im Zoo von London gezeigt und mehrfach nachgezüchtet. Bis zum Zweiten Weltkrieg wurde sie als Ziervogel häufig importiert. Sie spielt heute in der Ziervogelhaltung jedoch keine Rolle mehr.

## Erscheinungsbild
Die Röteltaube erreicht eine Körperlänge von 25 Zentimetern. Sie ist damit deutlich kleiner als eine Lachtaube. Sie weist Ähnlichkeit mit der gleich großen Kapturteltaube auf, ihr Gefieder ist jedoch insgesamt etwas bräunlicher. Ein auffälliger Geschlechtsdimorphismus besteht nicht; die Weibchen sind jedoch etwas bräunlicher als die Männchen.
Röteltauben haben einen flachen Vorderkopf mit einem geraden, dunklen Schnabel. Vom Schnabel zum Auge verläuft ein schmaler, schwarzer Streif. Der Kopf, der Hals und die Brust sind weinrosa. Zum Bauch hin hellt das Gefieder auf und ist am Unterbauch cremefarben. Der Mantel und der Rücken sind hell gelblichbraun. Die äußeren Flügeldecken sind dagegen eher bläulichgrau. Am hinteren Hals verläuft ein breites, schwarzes Band. Die Schwanzfedern sind graubraun, wobei die beiden äußeren Federn an ihrer Basis schwarz sind und zum Ende hin nach hellgrau aufhellen. Die Iris ist dunkelbraun. Die Füße sind rötlich.

## Verbreitungsgebiet und Lebensraum
Das Verbreitungsgebiet der Röteltaube umfasst Gambia, Nigeria, Sierra Leone, Guinea, Kamerun, Uganda und den Nordwesten von Äthiopien. Sie ist ein Bewohner arider Savannen und Dornbuschgebiete.

## Verhalten
Röteltauben ernähren sich nahezu ausschließlich von Sämereien. Hirse spielt eine große Rolle in ihrem Nahrungsspektrum. Daneben frisst sie auch kleine Wirbellose. Sie lebt überwiegend paarweise, kann sich jedoch an Orten mit reichhaltigem Nahrungsangebot zu größeren Trupps zusammenfinden.
Die Brutzeit ist abhängig vom jeweiligen Verbreitungsgebiet und fällt meistens in die Trockenzeit. Das Gelege besteht aus zwei weißschaligen Eiern.

## Belege

### Weblink
- Streptopelia vinacea in der Roten Liste gefährdeter Arten der IUCN 2013.1. Eingestellt von: BirdLife International, 2012. Abgerufen am 30. Oktober 2013.